# Johann Christoph Friedrich Neßmann
Johann Christoph Friedrich Neßmann, auch Nessmann (* 22. Januar 1817 in Hamburg; † 9. März 1884 ebenda) war ein deutscher Goldschmied und Statistiker.

## Leben
Neßmann war Inhaber einer Gold- und Silberwarenhandlung in Hamburg. Er wurde am 15. Juni 1842 Hamburger Bürger und war seit 29. Oktober 1842 Amtsmeister.
Er beschäftigte sich mit Volkswirtschaft und Statistik. 1866 wurde Neßmann bei der Steuerdeputation mit der Organisation und Leitung des neu geschaffenen Bureau für Steuerstatistik betraut, aus dem später das Statistische Landesamt Hamburg hervorging. Nach der Umwandlung in das Statistische Bureau wurde Neßmann 1872 dessen Vorstand. Dieses Amt hatte er bis Ende September 1883 inne. Neßmann veröffentlichte mehrere Schriften zum Thema Statistik. So stammten etwa die ersten zwölf Hefte des Werks Statistik des Hamburgischen Staats vorwiegend aus seiner Feder.
Neßmann gehörte der Hamburger Konstituante an. Er war von 1859 bis 1862 und 1864 bis 1866 Mitglied der Hamburgischen Bürgerschaft. Von 1860 bis 1862 saß er im Bürgerausschuss, als dessen Vertreter er der Zentralwahlkommission für die allgemeinen Wahlen zur Bürgerschaft angehörte. Zudem war er von 1861 bis 1863 Steuerschätzungsbürger und 1864 bis 1866 Mitglied der Steuerdeputation.
Bereits kurze Zeit nach seinem Eintritt in den Ruhestand im Oktober 1883 verstarb Neßmann im März 1884 an den Folgen von chronischem Gelenkrheumatismus.

## Schriften
- Zur Revision der Deutschen Gewerbeordnung – Bemerkungen zu den Fragen der vom Bundesrath angeordneten gewerblichen Enquete. Meißner, Hamburg 1875, OCLC 252644169.
- Die Statistik der Wanderungen – Denkschrift zur Vorbereitung der internationalen vergleichenden Statistik. Kümpel, Hamburg 1876, OCLC 248450789.
- Einige praktische Bemerkungen zur Statistik der grossen Städte. Kümpel, Hamburg 1879, OCLC 248450465.
- Ein Beitrag zur Statistik der Löhne und Preise. Vogt, Hamburg, OCLC 248450340 (nach 1880).
- Die direkten Steuern. OCLC 248450649.